# Sandusky County
Sandusky County ist ein County im Bundesstaat Ohio der Vereinigten Staaten. Der Verwaltungssitz (County Seat) ist Fremont.

## Geographie
Das County liegt im Norden von Ohio, grenzt im Nordosten an den Eriesee, dem südlichsten der 5 Großen Seen und hat eine Fläche von 1082 Quadratkilometern, wovon 22 Quadratkilometer Wasserfläche sind. Es grenzt im Uhrzeigersinn an folgende Countys: Ottawa County, Erie County, Huron County, Seneca County und Wood County.

## Geschichte
Sandusky County wurde am 12. Februar 1820 aus Teilen des Huron County gebildet. Benannt wurde es nach dem Ausdruck otsaandosti oder sandesti der Wyandot, der so viel wie „(kaltes) Wasser“ bedeutet.
Im County liegt eine National Historic Landmark, die Spiegel Grove, die das Anwesen des früheren Präsidenten Rutherford B. Hayes war. Zwölf Bauwerke und Stätten des Countys sind im National Register of Historic Places eingetragen (Stand 18. Mai 2018).

## Demografische Daten

Alterspyramide des Sandusky County

Nach der Volkszählung im Jahr 2000 lebten im Sandusky County 61.792 Menschen in 23.717 Haushalten und 16.957 Familien. Die Bevölkerungsdichte betrug 58 Einwohner pro Quadratkilometer. Ethnisch betrachtet setzte sich die Bevölkerung zusammen aus 92,20 Prozent Weißen, 2,67 Prozent Afroamerikanern, 0,13 Prozent amerikanischen Ureinwohnern, 0,29 Prozent Asiaten, 0,01 Prozent Bewohnern aus dem pazifischen Inselraum und 3,10 Prozent aus anderen ethnischen Gruppen; 1,61 Prozent stammten von zwei oder mehr Ethnien ab. 6,96 Prozent der Bevölkerung waren spanischer oder lateinamerikanischer Abstammung.
Von den 23.717 Haushalten hatten 33,3 Prozent Kinder und Jugendliche unter 18 Jahre, die bei ihnen lebten. 56,5 Prozent waren verheiratete, zusammenlebende Paare, 10,5 Prozent waren allein erziehende Mütter, 28,5 Prozent waren keine Familien, 24,1 Prozent waren Singlehaushalte und in 10,6 Prozent lebten Menschen im Alter von 65 Jahren oder darüber. Die Durchschnittshaushaltsgröße betrug 2,56 und die durchschnittliche Familiengröße lag bei 3,04 Personen.
Auf das gesamte County bezogen setzte sich die Bevölkerung zusammen aus 26,2 Prozent Einwohnern unter 18 Jahren, 8,1 Prozent zwischen 18 und 24 Jahren, 28,3 Prozent zwischen 25 und 44 Jahren, 23,0 Prozent zwischen 45 und 64 Jahren und 14,5 Prozent waren 65 Jahre alt oder darüber. Das Durchschnittsalter betrug 37 Jahre. Auf 100 weibliche Personen kamen 95,9 männliche Personen. Auf 100 Frauen im Alter von 18 Jahren oder darüber kamen statistisch 92,6 Männer.
Das jährliche Durchschnittseinkommen eines Haushalts betrug 40.584 USD, das Durchschnittseinkommen der Familien betrug 47.675 USD. Männer hatten ein Durchschnittseinkommen von 35.501 USD, Frauen 23.964 USD. Das Prokopfeinkommen betrug 19.239 USD. 5,7 Prozent der Familien und 7,5 Prozent der Bevölkerung lebten unterhalb der Armutsgrenze. Davon waren 9,1 Prozent Kinder oder Jugendliche unter 18 Jahre und 7,0 Prozent waren Menschen über 65 Jahre.